# Banyo
Ne doit pas être confondu avec Banyo (Toko).

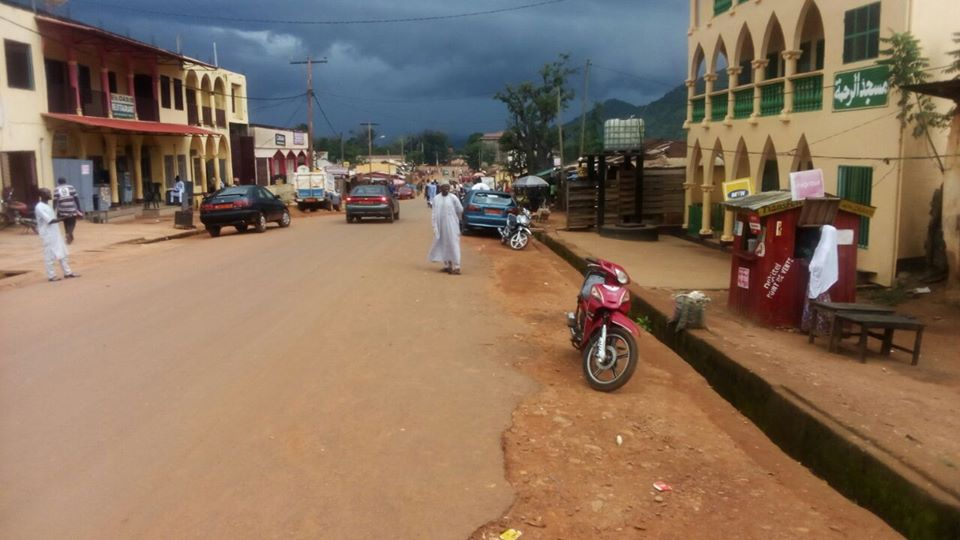
Centre-ville de Banyo.

Banyo est une ville située dans la région de l'Adamaoua, au Cameroun. Son territoire quitte de Bankim vers le Sud et sambolabo au Nord. 
Pour une superficie d'environ 48000km2, Banyo comptait environ 93 880 habitants en 2005. C'est également le chef-lieu du département du Mayo-Banyo.

## Origine du nom de la ville
Le nom Banyo provient des horizons lointains. Bien avant 1830, cet espace était occupé par les ‘’Bouté’’ et ainsi le nom du chef du village régnant était donc considéré comme le nom du village. Le chef qui régnait se nommait Bamgnan À l’arrivée des Peuls en 1830, il est transcrit en Bamgno par les Peuls. Mais sera modifiée en 1884 par les Allemands en ‘’Banjo’’. À l’arrivée des Français en 1922 il sera donc transcrit en Banyo et ainsi jusqu’à nos jours. Signifiant ainsi « le père des jumeaux ». Banyo a été une circonscription de 1902-1960, un arrondissement de 1960-1983 et un département 1983 à nos jours.

## Histoire de la fondation de la ville
Banyo, cette « petite fleur  née d’une larme de fée » dans les années 1830 et fut tour à tour une ville guerrière sous les règnes de Ardo Haman Gabdo dit Haman Dandi (1823-1877), Ardo Ousmanou (1876-1896) et de Ardo Oumarou (1893-1902). Au XIXe siècle, Banyo est une ville de l'Émirat de l'Adamaoua dans le Califat de Sokoto, elle est alors reliée par des routes commerciales à Yola au nord et Tibati à l'est.
Une ville conquise, fière et glorieuse avec l’épopée d’Ardo Oumarou dont la bravoure face à l’adversité allemande hante encore la mémoire des Banyolais, Banyo fut une ville lumière sous le règne du Lamido Iyawa Adamou (1942-1966). L’arrondissement de Banyo était appelé à l’époque le « quartier latin de l’Adamaoua ». Egalement une ville progrès sous le règne du lamido Djidjiwa Djoubeirou (1978-1988). Fondé à la suite de la conquête peule de l’empire Sokoto de Ousman Dan Forefdio de 1830, Banyo fut une ville cosmopolite et a connu la cohabitation de plusieurs groupes ethniques tels que : Bouté, Wawa, Mambila, Nyem-Nyem, Foulbé, Tikar… Mais bien avant la délimitation des frontières finales de la ville  ‘’Banyo’’ en 1830, il existait une organisation institutionnelle. En d’autres termes, son Lamidats y existait sous forme d’une petite chefferie appartenant au lamidat de Kontcha dont la ville était fondée en 1804 par les Peuls du Clan des Wolarbés  originaires de l’empire du Mali. Ce dernier fut créé en 1823 et son tout premier dignitaire répondait  au nom d’Ardo Haman Gabdo dit Haman Dandi. Banyo après le contact avec le monde extérieur a connu l’influence de deux religions à savoir L’Islam et le Christianisme. Ainsi donc, l’année 1830 marque la délimitation de ses frontières finales. Banyo a connu l’existence d’un Lamidat qui a demeuré jusqu’à nos jours. Son mode d’organisations étant notamment très différent des autres Lamidats. Ainsi les premiers dignitaires de ce Lamidats ont régné sous le titre des ‘’Ardo’’ Jusqu’au règne de Ardo Oumarou. C’est après ce dernier que le titre de ‘’Lamido’’ furent mis en place.   Ainsi, les hommes qui sont autour du Lamido était classé en trois catégories dont la première était celle des Nobles qui regroupait les imams, la deuxième celle des ministres assurant chacun une fonction bien définie et la dernière celle des notables ayant chacun une tache précise. Le Lamidat de Banyo à la différence des autres Lamidats comptait 31 notables dans sa cour selon SM. Mohaman Gabdo Yaya dans : le Lamidat de banyo épreuves d’hier et défis d’aujourd’hui et aussi selon E.Mohamadou dans Archives du Lamidats de banyo. Pour tout dire, la ville de Banyo qui était un petit empire sous la domination du royaume de Kontcha a pu délimiter ses frontières grâce à la conquête des territoires menées par Ardo Haman Gabdo dit Haman Dandi qui obtiendra une victoire sur le lamidat de Kontcha afin de rendre a Banyo son autonomie en 1830 (dates  qui es reconnue comme période de sa fondation). Ainsi le nouveau territoire de Banyo quitte de Bankim vers le sud et Sambolabo au Nord. Demeuré ainsi Jusqu’à nos jours.

## Population
Lors du recensement de 2005, la commune comptait 93 880 habitants, dont 30 789 pour Banyo Ville.
Nous y trouvons les Peuls, les Vouté, les Wawa, les Konja, les Mambila, les Haoussa, les Tikar et d'autres.

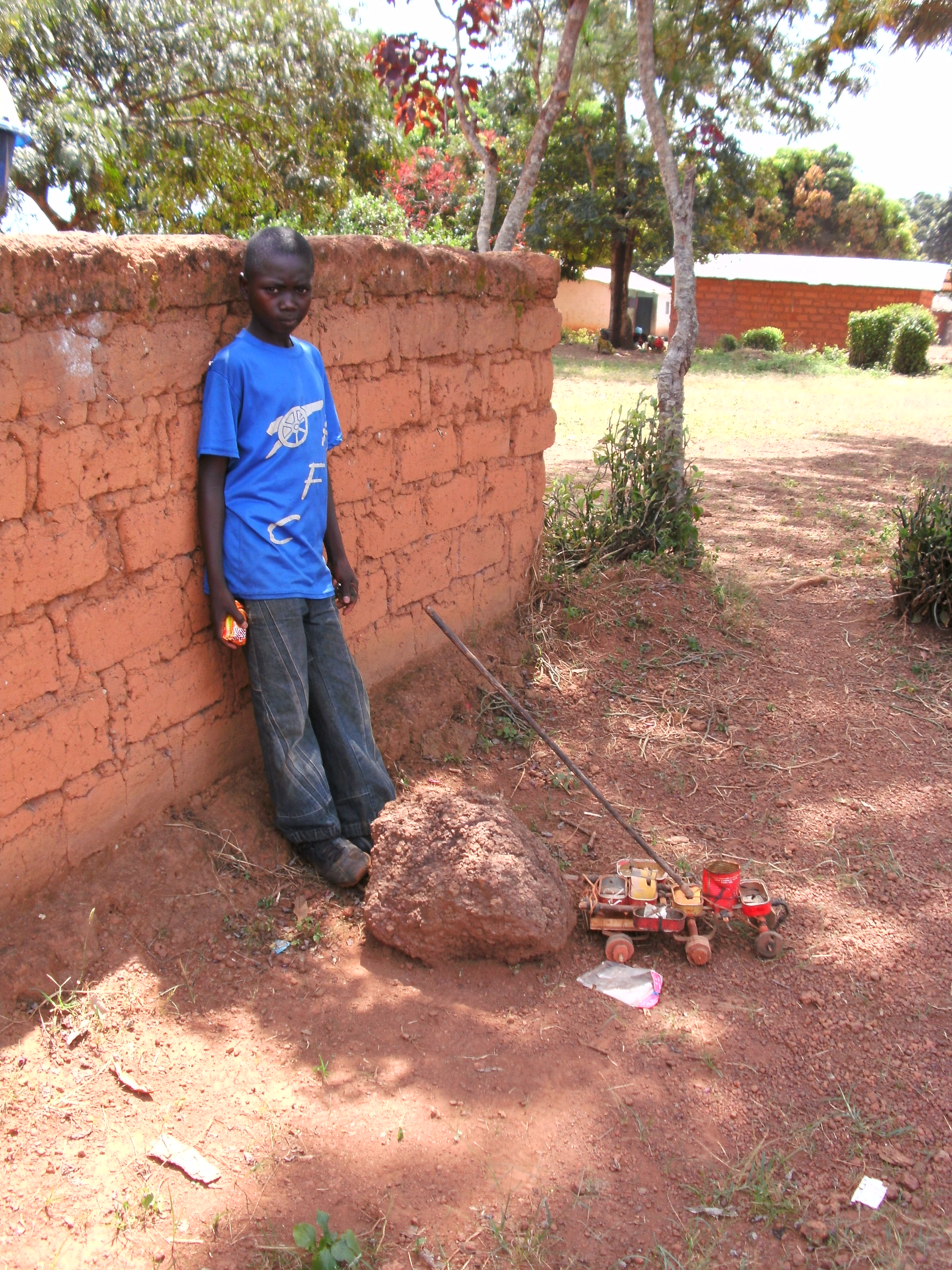
Enfant jouant avec une voiture en matériaux récupérés

## Structure administrative de la commune
Outre la ville de Banyo proprement dite, la commune comprend les villages suivants  :
- Allat Toutawal
- Altine
- Assawé
- Bani
- Bonhari
- Boudjounkoura
- Djem
- Goum Foulbé
- Goum-Katarko
- Hore Mayo-Kelele
- Hore Taram-Kila-Torbi
- Hore-Taram-Foulbé
- Koui-Djamnati
- Labare Djaoro Seini
- Lassel
- Mayo Dourou
- Mayo Mbana
- Mayo Nyalan
- Mayo Voure
- Mayo-Badji-Foulbé
- Mayo-Bantahi
- Mayo-Banyo-Bariki
- Mayo-Boutaly
- Mayo-Forou
- Mayo-Forou Miguem
- Mayo-Gassanguel
- Mayo-Kelele
- Mayo-Lelewal
- Mayo-Loum
- Mayo Poutchou
- Mayo-Wouroum
- Mbah
- Mbamti Katarko
- Mbamti-Djoumbare
- Mbamti-Laïnde
- Mbamti-Ndipele
- Mbamti-Laïnga
- Mbassewa Wawa
- Mbenguedje Wawa
- Mbenguedje-Foulbé
- Mbitti
- Ndembesse-Foulbé
- Ndiwawa
- Ndognam-Foulbé
- Ngandoua Wawa
- Ngnaledji
- Niyara
- Nyawa
- Oumyari Foulbé
- Oumyari-Wawa
- Pouttouel
- Sagol So
- Sambolabo
- Sambolabo Ladde
- Sebore-Pah
- Seoudi
- Sisim
- Tapawa Foulbé
- Tapawa-Wawa
- Taram Katarko
- Taram Mbadjam
- Taram Siri
- Taram Yabang
- Taram-Yabang-Foulbé
- Tchabbal Ngnagniri
- Toukouroua

## Culture et religion

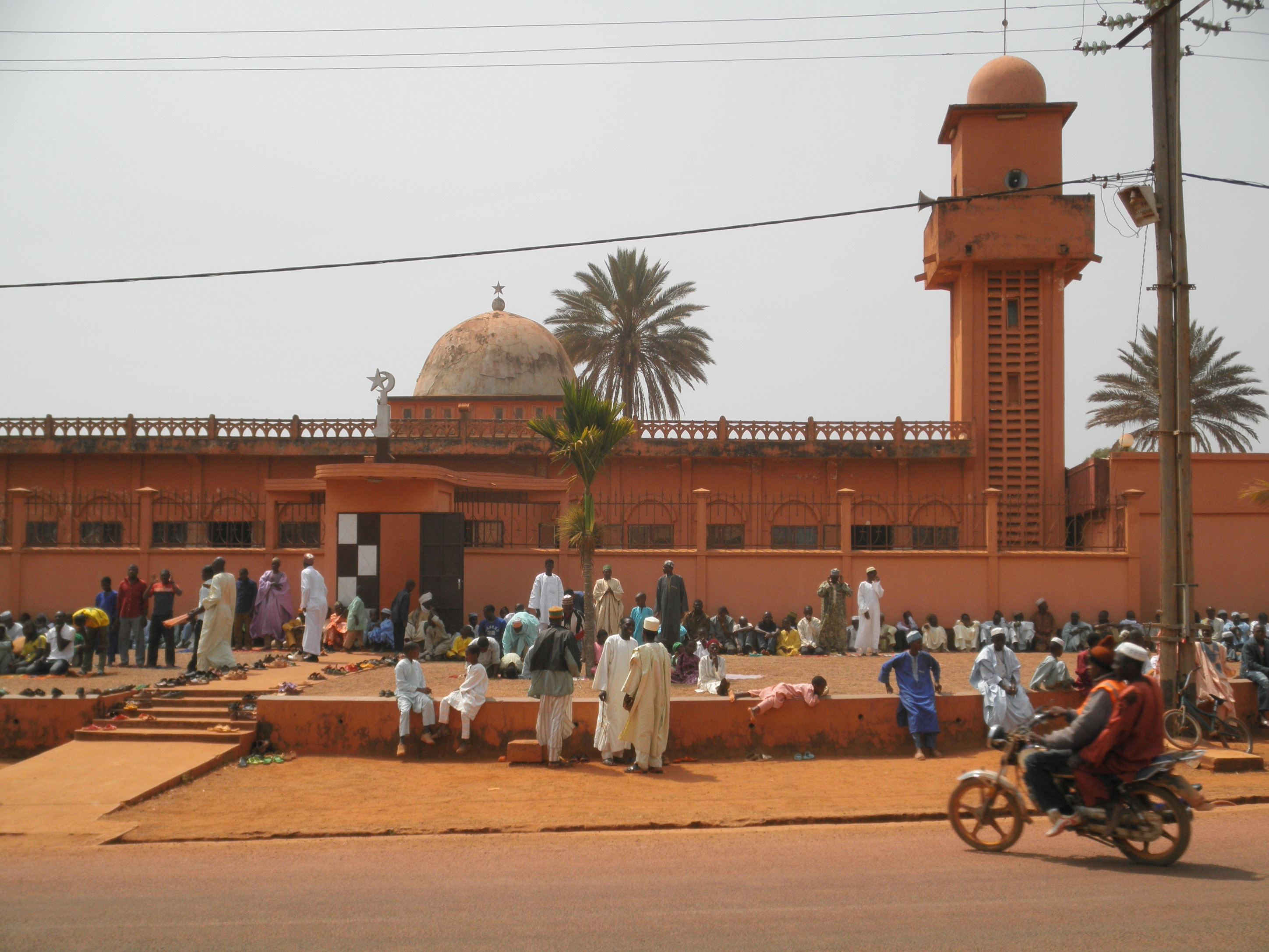
Mosquée centrale.

À côté des coutumes traditionnelles caractéristiques de chaque groupe ethnique, la population de Banyo est rattachée à la culture musulmane, religion principale de la ville, bien qu'on peut retrouver d'autres groupes religieux.
La vie sociale est marquée par un strict respect au Lamido (chef coutumier local) et aux autorités religieuses. Le Lamido actuel s'appelle Mohamman Gabdo Yaya (depuis 1997).

## Urbanisme et services publics
La localité dispose d'une centrale électrique isolée exploitée par Enéo d'une capacité installée de 1968 kW.

## Hautes personnalités de la ville de Banyo
- Lamido Mohaman Gabdo Yaya, Sénateur de l'Adamaoua.
- Hamadjoda Adjoudji (1937-07/11/2018), ancien ministre
- Aba Sadou, Ministre Délégué à la Présidence chargé des Marchés publics
- Moustapha Labarang, Ministre Secrétaire Général Adjoint
- Housseini Djibo, Général à la Gendarmerie nationale